# فلورينثيو إيدواتي إيراجي
فلورينثيو إيدواتي إيراغوي (من أوريكايـن، بلدية إسكابارتي، 27 أكتوبر 1912 – بنبلونة، 17 أكتوبر 2001) كان كاتبًا وأستاذًا وأمين أرشيف ومؤرخًا إسبانيًّا.
درس فلورينثيو إيدواتي إيراغوي مهنة التعليم، حيث عمل في إيرورثون لفترة من الزمن. ابتداءً من عام 1947 حصل على منصب رسمي في الأرشيف العام لِنَافارا، الذي كان يديره آنذاك خوسيه رامون كاسترو ألافا، وواصل في الوقت نفسه التدريس في مدارس الآباء الإسكوبيوس في بنبلونة. وخلال تلك السنوات حصل على درجة الإجازة في الفلسفة والآداب من جامعة سرقسطة. ولاحقًا أصبح مديرًا للأرشيف حتى تقاعده.
وفي عام 1977 نال درجة الدكتوراه من خلال أطروحة عن وادي رونكال.
كما كان عضوًا مراسلًا في الأكاديمية الملكية للتاريخ وشارك في مؤتمرات متعددة في مجال تخصصه.
إن المؤلفات المكتوبة للأرشيفي إيدواتي واسعة النطاق، وتشمل موضوعات وعصورًا متنوعة، حيث تميزت بجمع مواد بالغة القيمة، ليس فقط من منظور تاريخي بحت، بل أيضًا من الجوانب الأنثروبولوجية واللغوية.
ومن بعض منشوراته العديدة في مجال الأرشيفية:
فهرس الأرشيف العام، قسم الحسابات، المجلدات XXXVII-LII (1425-1780)، بنبلونة، 1965-1974.
فهرس السجلات الملكية، بنبلونة، 1974، عدد الصفحات 424.
فهرس وثائق قسم الحرب في الأرشيف العام لنَافارا 1807-1808، مطبوع بشكل منفصل في المجلد الأول من أعمال المؤتمر التاريخي الدولي الثاني عن حرب الاستقلال وعصرها، معهد فيرناندو الكاثوليكي، 1964، عدد الصفحات 46.
فهرس وثائق مدينة كوريا، مؤسسة "برينثيبي دي بيانا"، 1964، عدد الصفحات 475.
فهرس الأرشيف العام لنافارا، قسم الحرب، الوثائق من عام 1259 حتى 1800، بنبلونة، 1978، عدد الصفحات 626.

حول المجموعات الاجتماعية مثل الغجر و"الأغوتيس"
الأغوتيس في وديان رونكال وباثتان، مجلة Príncipe de Viana، العدد XXXIII (1948)، الصفحات 489-513.
وثائق عن الأغوتيس والمجموعات المماثلة في نافارا، بنبلونة، مؤسسة Príncipe de Viana (1973)، 303 صفحات.
الغجر في نافارا، مجلة Príncipe de Viana، العدد XXXVII (1949)، الصفحات 443-474.

حول السحر والشعوذة
السحر في جبال نافارا في القرن السادس عشر، مجلة Hispania Sacra، المجلد الرابع، 1951 (مطبوع منفصل، 26 صفحة).
وثيقة من محاكم التفتيش حول السحر في نافارا، بنبلونة، مؤسسة Príncipe de Viana (1972)، رقم 20، 193 صفحة.
محاكمة سحر في بورغي، مجلة Revista de Etnología y Etnografía de Navarra، العدد 20 (1975)، 52 صفحة.
السحر في نافارا ووثائقه، بنبلونة، 1978، 478 صفحة و30 لوحة.

حول الأماكن والبلدات والوديان في نافارا
أمور الصيد في نهر بيداسوا، في كتاب Homenaje a D. Julio de Urquijo، المجلد الثالث، سان سباستيان، 1950 (مطبوع منفصل، 10 صفحات).
وادٍ نافاري ومؤسسة: العمدة الأكبر وقائد الحرب لوادي سالاثار، مجلة Príncipe de Viana، الأعداد XLII-XLIII (1951)، الصفحات 83-117.
جماعة وادي رونكال، بنبلونة، 1977، 453 صفحة.
وادي سالاثار، مدريد، 1956 (Temas Españoles، رقم 245)، 29 صفحة.
المأهولة وغير المأهولة في نافارا في سنتي 1534 و1800، مجلة Príncipe de Viana، الأعداد 108-109 (1967)، الصفحات 309-338.
البلدات (Cendeas) في نافارا، مجلة Príncipe de Viana، الأعداد 130-131 (1973)، 25 صفحة.
المهجورة في نافارا في النصف الأول من القرن الخامس عشر، مجلة Príncipe de Viana، الأعداد 138-139 (1975)، 64 صفحة.
إقطاعية سارّيا، بنبلونة، 1959، 743 صفحة.

المراسم، والكتابة الملكية، والمؤسسات
جرد ممتلكات الملكة السيدة ماريا، زوجة بيدرو الرابع ملك أراغون، مجلة «Príncipe de Viana»، المجلد الثامن والعشرون (1947)، الصفحات 417-435.
مراسم تتويج ملوك إنجلترا، مجلة «Hispania Sacra»، المجلد السادس، 1953 (كتيب منفصل، 20 صفحة).
صيغة من صيغ ديوان الكتابة الملكية في نافارا في القرن الخامس عشر، مجلة «Anuario de Historia del Derecho Español»، المجلد السادس والعشرون (1956)، الصفحات 517-647.
مراسم خاصة بمجلس مقاطعة نافارا، مجلة «Anuario de Historia del Derecho Español»، المجلد الثامن والعشرون (1958).
سجل من سجلات ديوان الكتابة الملكية من القرن الرابع عشر، مجلة «Príncipe de Viana»، المجلد العشرون (1959)، الصفحات 100-139.
وصف رحلة الملك والسيد كارلوس الخامس من بايون إلى إليزوندو عام 1534 بحسب خواكين دي لا كروز، مجلة «Príncipe de Viana»، المجلدان الثامن والثمانون والتاسع والثمانون (1962)، الصفحات 459-471.
ملاحظات لدراسة اقتصاد نافارا ومساهمته في الخزانة الملكية، مجلة «Príncipe de Viana»، العددان 78-79 (1960)، الصفحات 77-129.
حوليات نائب الملك السيد مارتين دي كوردوبا. كتيب منفصل من «Estudios Eclesiásticos». تكريم للأب بيريث غويينا، اليسوعي (1960)، 12 صفحة.
نافارا قبل قرن أو اثنا عشر عامًا من مجلس الإدارة الإقليمي (Diputación Foral)، 1860-1872. بامبلونا (1965)، 34 صفحة.
أول مجلس إدارة لمقاطعة نافارا، مجلة «Anuario de Historia del Derecho»، المجلد الأربعون (1970)، الصفحات 539-549.
محاولة فاشلة لإنشاء جامعة باسكية-نافرية في عام 1866، مجلة «Letras de Deusto»، المجلد الأول، 1971، الصفحات 29-45.
أعمال ترميم القصر الملكي في أوليتي، القرون السادس عشر حتى التاسع عشر، مجلة «Príncipe de Viana» (1969)، العددان 112-113 (1968)، الصفحات 237-271.
رسالة من القرن الخامس عشر باللغة الباسكية، مجلة «Fontes Linguae Vasconum»، العدد 2.
الموضوعات الحربية تحديدًا

مقاطعة ميرينداد دي توديلا خلال الحرب الملكية، "Príncipe de Viana"، الأعداد 104-105 (1966)، الصفحات 277-300.
يوميات الحصار الذي فرضه الكارليون على ساحة بامبلونا عام 1875، "Príncipe de Viana"، المجلدان LXXIV-LXXV (1961)، الصفحات 217-231.
تحصينات بامبلونا منذ احتلال نافارا، "Príncipe de Viana" المجلدان LIV-LV (1954)، الصفحات 57-154.
الجهد الحربي لنافارا في القرن السادس عشر، بامبلونا، 1981، 447 صفحة.

النشر العام
كانت من اهتماماته أن يتمكن أي شخص، بغض النظر عن مستواه التعليمي، من معرفة وفهم تاريخ نافارا. ولهذا كرّس نفسه لكتابة العديد من الأعمال في هذا المجال، ومن أبرزها:
زوايا من تاريخ نافارا، "Príncipe de Viana" (1954-1966)، 3 مجلدات. وقد صدرت منها عدة طبعات، كلها نفدت كما ورد في طبعة عام 1979.[4]
ضمن سلسلة نافارا. موضوعات في الثقافة الشعبية، ألّف:
السحر والشعوذة، نافارا، رقم 4
قوارب الألماسياس، نافارا، رقم 38
ضريبة الأبقار الثلاث، رقم 81
الحرب ضد اتفاقية الثورة الفرنسية، رقم 106
القلاع وقلعة بامبلونا، رقم 202
مراسم تتويج ومسح وجنازات ملوك إنجلترا، رقم 255 (1976)